# Кіра (ім'я)
Кі́ра, також Ки́ра — християнське жіноче ім'я, прийняте як у православній, так і в католицькій традиції.
Походить через церковнослов'янську від грец. Κύρα — жіночої форми імені Кир (грец. Κύρος), яке має версії формування:
- елінізоване давньоперське царське ім'я Куруш (перс. کوروش بزرگ, давньоперс. ), що означало «як сонце», «подібний Сонцю». Поширена у західних країнах форма Kira може походити і напряму з перської й означати «сонячна»[2].
- від грец. κύριος — «володар», «пан»[3].

Kira може походити від індійського гендерно нейтрального імені Кірана, яке в сучасній гінді звучить як «Кіран» (гінді किरण < санскр. किरणः kiraṇaḥ IAST) — «промінь світла».
Крім того, «Кіра» — англіцизована форма ірландського імені Кейра, Кьяра (англ. Keira, від ірл. Ciara) — жіночої форми імені Ciar, від ciar («темний»). В американській практиці трапляється запис імені Keira як Kira.
Ім'я Кіра поширене в Японії, де воно означає «сяючий(-а)».

## Іменини
- За православним календарем (новий стиль) — 13 березня[6] (Кіра Берійська).
- За католицьким календарем — 5 січня, 3 серпня[7] (Кіра Оболенська).

## Відомі носійки

### Християнське ім'я грецького походження
- Кіра Берійська (IV—V ст.) — християнська свята, сирійська затворниця
- Кіра Марія Асеніна[en] (XVIII ст.) — принцеса Болгарії, королева-консорт
- Кіра Оболенська (1889—1937) — російська княжна, репресована у 1930-х, канонізована в лику новомучеників
- Кіра Андронікашвілі (1908—1960) — грузинська кінорежисерка і каторка, княгиня
- Кіра Романова (1909—1967) — російська велика княжна
- Кіра Полякова (1917—1989) — радянська художниця-ілюстраторка, що працювала у Києві
- Кіра Зворикіна (1919—2014) — радянська шахістка
- Кіра Головко (1919—2017) — радянська і російська акторка театру і кіно
- Кіра Смирнова (1922—1996) — радянська і російська акторка, пародистка, співачка
- Кіра Шахова (1926—2003) — українська літературознавиця і педагогиня
- Кіра Крейліс-Петрова (1931—2021) — радянська і російська акторка театру і кіно
- Кіра Муратова (нар. 1934) — радянська і українська кінорежисерка
- Принцеса Кіра Прусська[en] (1943—2004) — німецька принцеса, дочка княжни Кіри Романової
- Кіра Іванова (1963—2001) — радянська фігуристка
- Кіра Седжвік (нар. 1965) — американська акторка, продюсерка та режисерка
- Кіра Солтанович (нар. 1973) — американська комікеса, письменниця і акторка українського походження
- Кіра Міро (нар. 1980) — іспанська акторка театру і кіно
- Кіра Касс (нар. 1981) — американська письменниця
- Кіра Рудик (нар. 1985) — українська політична діячка, лідерка партії Голос
- Кіра Валкенгорст (нар. 1990) — німецька пляжна волейболістка
- Кіра Тінацу (нар. 1991) — японська футболістка
- Кіра Пластиніна (нар. 1992) — російська дизайнерка
- Кіра Грюнберг (нар. 1993) — австрійська стрибунка з жердиною
- Кіра Туссен (нар. 1994) — нідерландська плавчиня
- Кіра Вайдле (нар. 1996) — німецька гірськолижниця

### Псевдоніми
- KiRA MAZUR (Кіра Мазур, справжнє ім'я — Мазур Олена Володимирівна, нар. 1991 року) — українська співачка, композиторка і авторка текстів

### Вигадані персонажі
- Кіра Анатоліївна Шемаханська — персонаж фільму-казки «Чародії»
- Кіра Неріс — персонаж серіалу «Зоряний шлях: Глибокий космос 9»
- Кіра Аргунова — персонаж роману «Ми, живі» Айн Ренд
- Кіра (Mortal Kombat)

## Інше
- Кі́ра (яп. 吉良町, きらちょう, МФА: [kʲiɾa t͡ɕoː]) — японське містечко в повіті Хадзу префектури Айті, що існувало з 1906 по 2011 рік. Площа 35,98 км², населення (у 2010) 22 280 осіб, густота — 1055 осіб/км². В 2011 увійшло до складу міста Нісіо.
- Кіра (англ. Kira) — національний костюм жінок Бутану, обов'язковий в офіційних установах, школах, університетах та дзонгах[8]. Одяг до землі з трьох полотен, які утворюють великий прямокутник[9], обертається навколо тіла, закріплюється срібною брошкою[10].
- Кі́ра-Пана́я (грец. Κυρά Παναγία), також Кіра-Панагія, Пелагонісі (Пелагос), в античності Ефтірос та Поліагос — острів на заході Егейського моря з населенням у 10 осіб (2001), в 1991 році нараховувало 1 особу, де знаходиться монастир цнотливих дівчат.
- 1156 Кіра — астероїд головного поясу, відкритий 22 лютого 1928 року.